# Chiesa di Santo Stefano (Lisbona)
La chiesa di Santo Stefano (in portoghese Igreja de Santo Estêvão) è un edificio di culto cattolico situato nella freguesia di Santa Maria Maior a Lisbona.

## Storia
L'attuale chiesa sorge su un edificio preesistente costruito nel XII secolo in stile romanico.
Fu ricostruita tra il 1733 e il 1740 su progetto dell'architetto Manuel da Costa Negreiros in stile barocco, con un orientamento nord-sud che le conferì un maggiore impatto urbanistico. Subì ingenti danni durante il terremoto del 1755. Restaurata, fu riaperta al culto nel 1773.
Negli anni trenta dell'Ottocento subì un nuovo intervento di restauro.
È stata classificata come monumento nazionale con decreto n. 5.046, dell'11 dicembre 1918.

## Descrizione
La chiesa presenta una facciata racchiusa da due torri campanarie e suddivisa da lesene sporgenti. La sezione centrale della facciata è sormontata da un timpano triangolare coronata da una croce. Questa simmetria si perse con il terremoto, che distrusse uno dei campanili. All'interno si segnalano l'altare maggiore con la pala d'altare in pietra e il retablo in legno intagliato e dorato dell’altare maggiore realizzato dallo scultore José de Almeida; gli altari laterali; la statuaria; il rivestimento di azulejos settecenteschi e le tegole della vecchia sagrestia.